# Ashley Cooper
Pour les articles homonymes, voir Cooper.
Ashley John Cooper, né le 15 septembre 1936 à Melbourne et mort dans la même ville le 22 mai 2020, est un joueur de tennis australien des années 1950 et 1960.
Actif de 1954 à 1963, Ashley Cooper a remporté vingt-sept titres, dont quatre titres du Grand Chelem en simple : l'Open d'Australie en 1957 et 1958, Wimbledon et l'US Open en 1958. Il s'est également adjugé quatre titres majeurs en double messieurs.
Serveur-volleyeur réputé pour ses qualités athlétiques et son puissant revers, il fait partie de la génération dorée de joueurs australiens des années 1950, entraînée par Harry Hopman.

## Biographie
Ashley Cooper intègre l'équipe nationale australienne en 1954, lui permettant de disputer des tournées en Europe et en Amérique. Il obtient ses premiers résultats significatifs en 1956, s'acheminant tout d'abord jusqu'en demi-finale des Internationaux de France, battu par Sven Davidson, et en remportant le Pacific Coast Championship en Californie contre Luis Ayala.
Il est désigné numéro un mondial en 1957, année durant laquelle il remporte son premier majeur en Australie et atteint deux autres finales de Grand Chelem, à Wimbledon et à l'US Open où il est à chaque fois nettement battu en finale, respectivement par ses compatriotes Lew Hoad et Mal Anderson. Il se rattrape en double en s'adjugeant deux trophées dont Roland-Garros avec Anderson.
En 1958, il devient le quatrième joueur de l'histoire à avoir réalisé le Petit Chelem, c'est-à-dire remporter trois tournois majeurs sur une saison. Il échoue à deux matchs du Grand Chelem en perdant en demi-finale à Roland-Garros contre Luis Ayala. Il réalise néanmoins une saison parfaite, s'illustrant dans une dizaine de tournois sur trois continents. Son succès à Wimbledon reste le plus remarquable. Son parcours est en effet chaotique, il perd de nombreux sets en route, s'imposant seulement 14-12 au 4e set contre Abe Segal en huitièmes puis disputant cinq manches pour le départager du local Bobby Wilson. En finale, il s'impose en dominant son grand ami Neale Fraser en quatre sets (3-6, 6-3, 6-4, 13-11) et deux heures de jeu. Il ne connait en revanche pas autant de difficultés pour s'imposer au Championnat des États-Unis, mis à part en finale où il doit disputer cinq manches face à Mal Anderson (6-2, 3-6, 4-6, 10-8, 8-6).
Il a participé à la victoire de l'Australie en Coupe Davis lors du Challenge Round en 1957 en remportant un match en cinq sets contre Vic Seixas (3-6, 7-5, 6-1, 1-6, 6-3). En 1958, l'équipe perd contre les américains malgré une victoire de Cooper sur Barry MacKay.
Il se marie au tout début de l'année 1959 à Brisbane avec Helen Wood, Miss Australia 1957, devant une foule de plus de 3 000 personnes. Quelques jours plus tard, le 4 janvier, il signe un contrat de 100 000 $ sur trois ans avec Jack Kramer afin de rejoindre la troupe des professionnels en compagnie de Mal Anderson. Confronté aux nouveaux champions Pancho Gonzales et Ken Rosewall, ses performances sont moins significatives. Il a toutefois remporté le British Pro en 1959 contre Lew Hoad et disputé les demi-finales de l'US Pro en 1959 et 1960, et de Roland-Garros Pro en 1962. 
Après son retrait des compétitions, Ashley Cooper a été président de Tennis Queensland puis a travaillé en tant qu'administrateur pour Tennis Australia. À son actif, on lui doit notamment la création du Queensland Tennis Centre et de son court central, la Pat Rafter Arena, contribuant ainsi au retour du tennis professionnel à Brisbane après plus de 15 ans d'absence.
Il est membre du International Tennis Hall of Fame depuis 1991 et de l'Australian Tennis Hall Of Fame depuis 1996. Il est décoré en 2007 de l'Ordre d'Australie pour service rendus au tennis en tant qu'administrateur, promoteur, joueur, entraîneur et mentor.
Lors de l'Open d'Australie 2018, il remet la coupe Norman Brookes à Roger Federer.
Ashley Cooper décède le 22 mai 2020 à l'âge de 83 ans après une longue maladie.

## Palmarès (partiel)

### Titres en simple messieurs
| No | Date       | Nom et lieu du tournoi                           | Catégorie | Surface      | Finaliste       | Score                       |          |
| -- | ---------- | ------------------------------------------------ | --------- | ------------ | --------------- | --------------------------- | -------- |
| 1  | 14-04-1956 | Australian Hard Court Championships, Melbourne   |           | Dur (ext.)   | Mervyn Rose     | 7-5, 6-4, 8-10, 6-4         |          |
| 2  | 30-09-1956 | Pacific Coast Championship, Berkeley             |           | Dur (ext.)   | Luis Ayala      | 4-6, 6-3, 6-4, 6-4          |          |
| 3  | 04-11-1956 | Queensland Championships, Brisbane               |           | Gazon (ext.) | Lew Hoad        | 5-7, 7-5, 6-2, 4-6, 6-4     |          |
| 4  | 18-01-1957 | Australian Championships, Melbourne              | G. Chelem | Gazon (ext.) | Neale Fraser    | 6-3, 9-11, 6-4, 6-2         | Parcours |
| 5  | 25-03-1957 | Australian Hard Court Championships, Sydney      |           | Dur (ext.)   | Neale Fraser    | 6-2, 4-6, 6-3, 6-3          |          |
| 6  | 05-05-1957 | Florence International, Florence                 |           | Terre (ext.) | Giuseppe Merlo  | 6-2, 6-2, 6-2               |          |
| 7  | 22-06-1957 | Queens Club Tournament, Londres                  |           | Gazon (ext.) | Neale Fraser    | 6-8, 6-2, 6-3               |          |
| 8  | 13-07-1957 | Irish Championships, Dublin                      |           | Gazon (ext.) | Jaroslav Drobný | 6-4, 6-2, 6-3               |          |
| 9  | 29-07-1957 | Pennsylvania Lawn Tennis Championship, Haverford |           | Gazon (ext.) | Vic Seixas      | 6-3, 7-9, 6-4, 7-5          |          |
| 10 | 16-11-1957 | New South Wales Championships, Sydney            |           | Gazon (ext.) | Neale Fraser    | 6-4, 6-3, 6-3               |          |
| 11 | 17-01-1958 | Australian Championships, Sydney                 | G. Chelem | Gazon (ext.) | Mal Anderson    | 7-5, 6-3, 6-4               | Parcours |
| 12 | 31-03-1958 | Australian Hard Court Championships, Brisbane    |           | Dur (ext.)   | Bob Mark        | 7-5, 6-2, 6-2               |          |
| 13 | 14-06-1958 | North of England Championships, Scarborough      |           | Gazon (ext.) | Mervyn Rose     | 4-6, 7-5, 10-12, 6-1, 14-12 |          |
| 14 | 23-06-1958 | The Championships, Wimbledon                     | G. Chelem | Gazon (ext.) | Neale Fraser    | 3-6, 6-3, 6-4, 13-11        | Parcours |
| 15 | 13-07-1958 | Swedish Championships, Båstad                    |           | Terre (ext.) | Mervyn Rose     | 9-11, 2-6, 6-3, 6-4, 6-3    |          |
| 16 | 20-07-1958 | Düsseldorf Tournament, Düsseldorf                |           | Terre (ext.) | Luis Ayala      | 5-7, 6-2, 6-4, 8-6          |          |
| 17 | 27-07-1958 | Gstaad International, Gstaad                     |           | Terre (ext.) | Neale Fraser    | 2-6, 3-6, 7-5, 6-4, 6-3     |          |
| 18 | 29-08-1958 | US National Championships, Forest Hills          | G. Chelem | Gazon (ext.) | Mal Anderson    | 6-2, 3-6, 4-6, 10-8, 8-6    | Parcours |
| 19 | 01-11-1958 | Queensland Championships, Brisbane               |           | Gazon (ext.) | Mal Anderson    | 6-3, 1-6, 6-1, 6-4          |          |
| 20 | 29-11-1958 | New South Wales Championships, Sydney            |           | Gazon (ext.) | Butch Buchholz  | 6-0, 6-1, 7-9, 6-2          |          |

### Finales en simple messieurs
| No | Date       | Nom et lieu du tournoi                  | Catégorie | Surface      | Vainqueur    | Score                   |          |
| -- | ---------- | --------------------------------------- | --------- | ------------ | ------------ | ----------------------- | -------- |
| 1  | 10-12-1955 | Victorian Championships, Melbourne      |           | Gazon (ext.) | Lew Hoad     | 1-6, 6-4, 6-4, 5-7, 6-4 |          |
| 2  | 24-06-1957 | The Championships, Wimbledon            | G. Chelem | Gazon (ext.) | Lew Hoad     | 6-2, 6-1, 6-2           | Parcours |
| 3  | 30-08-1957 | US National Championships, Forest Hills | G. Chelem | Gazon (ext.) | Mal Anderson | 10-8, 7-5, 6-4          | Parcours |
| 4  | 15-12-1957 | Victorian Championships, Melbourne      |           | Gazon (ext.) | Mal Anderson | 6-4, 10-8, 1-6, 7-5     |          |
| 5  | 17-08-1958 | Newport Casino Tournament, Newport      |           | Gazon (ext.) | Mal Anderson | 6-4, 7-5, 7-5           |          |
| 6  | 13-12-1958 | Victorian Championships, Melbourne      |           | Gazon (ext.) | Mal Anderson | 7-5, 6-4, 6-3           |          |

### Titres en double messieurs
| No | Date       | Nom et lieu du tournoi                 | Catégorie | Surface      | Partenaire   | Finalistes                 | Score                   |          |
| -- | ---------- | -------------------------------------- | --------- | ------------ | ------------ | -------------------------- | ----------------------- | -------- |
| 1  | 20-05-1957 | Internationaux de France Paris         | G. Chelem | Terre (ext.) | Mal Anderson | Don Candy Mervyn Rose      | 6-3, 6-0, 6-3           | Parcours |
| 2  | 30-08-1957 | US National Championships Forest Hills | G. Chelem | Gazon (ext.) | Neale Fraser | Gardnar Mulloy Budge Patty | 4-6, 6-3, 9-7, 6-3      | Parcours |
| 3  | 17-01-1958 | Australian Championships Sydney        | G. Chelem | Gazon (ext.) | Neale Fraser | Roy Emerson Bob Mark       | 7-5, 6-8, 3-6, 6-3, 7-5 | Parcours |
| 4  | 20-05-1958 | Internationaux de France Paris         | G. Chelem | Terre (ext.) | Neale Fraser | Robert Howe Abe Segal      | 3-6, 8-6, 6-3, 7-5      | Parcours |

### Finales en double messieurs
| No | Date       | Nom et lieu du tournoi             | Catégorie | Surface      | Vainqueurs                | Partenaire   | Score         |          |
| -- | ---------- | ---------------------------------- | --------- | ------------ | ------------------------- | ------------ | ------------- | -------- |
| 1  | 15-05-1956 | Internationaux de France Paris     | G. Chelem | Terre (ext.) | Don Candy Robert Perry    | Lew Hoad     | 7-5, 6-3, 6-3 | Parcours |
| 2  | 18-01-1957 | Australian Championships Melbourne | G. Chelem | Gazon (ext.) | Lew Hoad Neale Fraser     | Mal Anderson | 6-3, 8-6, 6-4 | Parcours |
| 3  | 23-06-1958 | The Championships Wimbledon        | G. Chelem | Gazon (ext.) | Sven Davidson Ulf Schmidt | Neale Fraser | 6-4, 6-4, 8-6 | Parcours |

## Parcours dans les tournois duGrand Chelem

### En simple
| Année | Open d'Australie | Open d'Australie | Internationaux de France | Internationaux de France | Wimbledon       | Wimbledon    | US Open        | US Open       |
| ----- | ---------------- | ---------------- | ------------------------ | ------------------------ | --------------- | ------------ | -------------- | ------------- |
| 1954  | 1/4 de finale    | Rex Hartwig      | 2e tour (1/32)           | Ducos De La Haille       | 1/8 de finale   | Ken Rosewall | 2e tour (1/32) | Art Larsen    |
| 1955  | 1/4 de finale    | Ken Rosewall     | —                        | —                        | 1er tour (1/64) | Mervyn Rose  | 3e tour (1/16) | Enrique Morea |
| 1956  | 1/4 de finale    | Herbie Flam      | 1/2 finale               | Sven Davidson            | 1/8 de finale   | Allen Morris | 1/4 de finale  | Vic Seixas    |
| 1957  | Victoire         | Neale Fraser     | 1/2 finale               | Sven Davidson            | Finale          | Lew Hoad     | Finale         | Mal Anderson  |
| 1958  | Victoire         | Mal Anderson     | 1/2 finale               | Luis Ayala               | Victoire        | Neale Fraser | Victoire       | Mal Anderson  |

N.B. : à droite du résultat se trouve le nom de l'ultime adversaire.